# بول مولر (ممثل دنماركي)
بول مولر (بالدنماركية: Poul Müller)‏ هو ممثل دنماركي، ولد في 31 ديسمبر 1909 في كوبنهاغن في الدنمارك، وتوفي في 15 سبتمبر 1979 في الدنمارك في مملكة الدنمارك.

## وصلات خارجية
- بول مولر على موقع IMDb (الإنجليزية)
- بول مولر على موقع ميوزك برينز (الإنجليزية)
- بول مولر على موقع قاعدة بيانات الأفلام السويدية (السويدية)
- بول مولر على موقع ديسكوغز (الإنجليزية)
- بول مولر على موقع قاعدة بيانات الفيلم (الإنجليزية)
- بول مولر على موقع كينوبويسك (الروسية)